# Гансу
Гансу (на мандарински: 甘肃省; пинин: Gānsù) e провинция в северозападната част на Китай. Административен център и най-голям град в провинцията е град Ланджоу. В провинцията се намира пустиня Гоби. Има и космодрум.